# 강남 술집 칼부림 사건
강남 칼부림 사건은 2012년 10월 17일 수요일 대한민국 서울특별시 강남구 신사동의 지하주점에서 술을 마시던 남성이 이웃 테이블에 있던 사람에게 칼을 휘둘러 1명이 사망하고 3명이 다친 사건이다. 이번 사건으로 가수 김성수의 전처 강지희가 사망하고 전 kt 위즈 야구선수 박용근이 중상을 입었다. 이 사건에서 쿨의 멤버 유리가 사망했다는 잘못된 보도가 나와 퍼졌으나 사건이 발생했을 때 자택에 있었던 것으로 확인되었다. 룰라의 멤버 채리나는 DJ DOC 등과 함께 서울 강남의 한 스튜디오에서 콘서트 '청춘나이트'의 포스터 촬영을 마친 뒤 늦은 식사 와중에 "약속이 있다"면서 자리를 떴다. 이후 곧바로 피해자와 함께 '강남어게인' 주점에 갔다가 살인 사건에 휘말렸으며, 이 사건으로 피해자가 사망하고 kt 위즈 야구선수 박용근을 포함한 남성 3명이 모두 칼에 찔리는 순간을 눈 앞에서 목격하였으나 자신은 천만다행으로 피해를 입지 않았다. 채리나는 이후 박용근을 생명의 은인으로 여기고 교제하다가 2016년 11월에 결혼하였다.